# Rolin Jones
Rolin B. Jones (Los Ángeles, California, 22 de septiembre de 1972) es un dramaturgo y guionista de televisión estadounidense.

## Biografía

### Primeros años y estudios
Jones creció en el área de Woodland Hills en Los Ángeles, California y se graduó de secundaria en El Camino Real en 1990. Estudió producción fílmica en el Cal State Northridge y se graduó de la Yale School of Drama en 2004.

### Carrera
Sus obras incluyen a The Intelligent Design of Jenny Chow, por la que fue finalista del Premio Pulitzer en 2006, y a Sovereignty. Su trabajo como guionista en televisión incluye producciones como Weeds, United States of Tara, Friday Night Lights y Boardwalk Empire.
Se unió al equipo de trabajo de Friday Night Lights como guionista y supervisor de producción para la cuarta temporada en 2009, escribiendo los episodios "The Son" y "Laboring". Fue nominado a los premios Writers Guild of America en la categoría de mejor serie dramática por su trabajo en la serie y recibió una nominación a los Premios Emmy en 2010 por el episodio "The Son".
En junio de 2021 fue anunciado como showrunner de una nueva serie de televisión basada en la obra literaria de la autora Anne Rice, cuyo estreno está previsto para el año 2022 por la cadena AMC.